# Benoît Nicolas
Benoît Nicolas (Brest, 17 de abril de 1977) es un deportista francés que compitió en duatlón. Ganó seis medallas en el Campeonato Mundial de Duatlón entre los años 2011 y 2017, y cinco medallas en el Campeonato Europeo de Duatlón entre los años 2011 y 2017.

## Palmarés internacional
| Campeonato Mundial | Campeonato Mundial    | Campeonato Mundial | Campeonato Mundial |
| Año                | Lugar                 | Medalla            | Prueba             |
| ------------------ | --------------------- | ------------------ | ------------------ |
| 2011               | Gijón ( España)       | Medalla de bronce  | Individual         |
| 2012               | Nancy ( Francia)      | Medalla de bronce  | Individual         |
| 2013               | Cali ( Colombia)      | Medalla de bronce  | Individual         |
| 2014               | Pontevedra ( España)  | Medalla de oro     | Individual         |
| 2015               | Adelaida ( Australia) | Medalla de plata   | Individual         |
| 2017               | Penticton ( Canadá)   | Medalla de oro     | Individual         |
| Campeonato Europeo |                       |                    |                    |
| Año                | Lugar                 | Medalla            | Prueba             |
| 2011               | Limerick ( Irlanda)   | Medalla de oro     | Individual         |
| 2014               | Weyer ( Austria)      | Medalla de plata   | Individual         |
| 2015               | Alcobendas ( España)  | Medalla de oro     | Individual         |
| 2016               | Kalkar ( Alemania)    | Medalla de plata   | Individual         |
| 2017               | Soria ( España)       | Medalla de plata   | Individual         |